# リポビタンDチャレンジカップ2025
2025年のリポビタンDチャレンジカップは、6月から10月にかけて4回予定されている（2025年1月31日現在）。

## 試合日程・結果
時刻はすべて現地時間、日本標準時 (UTC+9)。
| 日時              | ホーム   | スコア             | アウェイ                 | 会場                                                    | 放送・配信                                                                          | 備考              |
| ----------------- | -------- | ------------------ | ------------------------ | ------------------------------------------------------- | ----------------------------------------------------------------------------------- | ----------------- |
| 6月28日(土) 18:00 | JAPAN XV | ● 20-53 17-前半-15 | マオリ・オールブラックス | 秩父宮ラグビー場 (東京都港区)                           | BS日テレ（生放送） Hulu（生配信） J SPORTS（生放送） J SPORTSオンデマンド（生配信） | [ 3 ] [ 4 ] [ 5 ] |
| 7月5日(土) 14:00  | 日本代表 | ○ 24-19 7-前半-19  | ウェールズ代表           | ミクニワールドスタジアム北九州 (福岡県北九州市小倉北区) | NHK J SPORTS                                                                        |                   |
| 7月12日(土) 14:50 | 日本代表 | ● 22-31            | ウェールズ代表           | ノエビアスタジアム神戸 (兵庫県神戸市兵庫区)             | 日本テレビ J SPORTS                                                                 |                   |
| 10月25日(土)      | 日本代表 |                    | オーストラリア代表       | 国立競技場 (東京都新宿区)                               |                                                                                     |                   |

## 概要
2025年1月31日、日本ラグビーフットボール協会が日本代表戦の試合日程を発表した。
2025年4月25日、キックオフ時間について追加発表。5月15日、放送予定が追加発表された。

## 出場選手

### マオリ・オールブラックススコッド
2025年6月24日、マオリ・オールブラックス来日メンバーを発表した
カデ・バンクスはダニエル・ロナの負傷でスコッドに加入。
- ヘッドコーチ :  ロス・フィリポ（英語版）
- キャプテン : カート・エクランド

| 選手                             | ポジション     | 誕生日 (年齢)          | キャップ | フランチャイズ                          |
| -------------------------------- | -------------- | ---------------------- | -------- | --------------------------------------- |
| ジェイコブ・ディヴェリー         | フッカー       | 1998年10月21日（26歳） | 0        | ハリケーンズ / ホークスベイ             |
| カート・エクランド()             | フッカー       | 1992年1月5日（33歳）   | 7        | ブルーズ / ベイ・オブ・プレンティ       |
| ベネット・クメロア               | プロップ       | 2000年6月25日（25歳）  | 2        | チーフス / ベイ・オブ・プレンティ       |
| ジャレド・プロフィット           | プロップ       | 2000年6月25日（25歳）  | 0        | チーフス / タラナキ                     |
| ポウリ・ラケテストーンズ         | プロップ       | 1997年6月17日（28歳）  | 4        | ハリケーンズ / ホークスベイ             |
| カーショー・サイクスマーティン   | プロップ       | 1999年4月26日（26歳）  | 0        | クルセイダーズ / タスマン               |
| メイソン・トゥパエア             | プロップ       | 2002年10月16日（22歳） | 0        | ブルーズ / ワイカト                     |
| ザック・ギャラガー               | ロック         | 2001年9月4日（23歳）   | 0        | ハリケーンズ / カンタベリー             |
| ラクラン・マックワンネル         | ロック         | 1998年10月29日（26歳） | 2        | ブルーズ / ワイカト                     |
| アントニオ・シャルフーン         | ロック         | 1997年8月10日（27歳）  | 0        | クルセイダーズ / タスマン               |
| アイザイア・ウォーカーレアウェレ | ロック         | 1997年7月16日（27歳）  | 12       | ハリケーンズ / ホークスベイ             |
| 二コラ・ブロートン               | バックロー     | 2001年9月5日（23歳）   | 1        | ハイランダーズ / ベイ・オブ・プレンティ |
| ジェローム・ブラウン             | バックロー     | 1996年9月29日（28歳）  | 0        | チーフス / ワイカト                     |
| ケイレブ・デラニー               | バックロー     | 2000年2月4日（25歳）   | 1        | ハリケーンズ / ウェリントン             |
| カレン・グレース                 | バックロー     | 1999年12月20日（25歳） | 3        | クルセイダーズ / カンダベリー           |
| TK・ハウデン                     | バックロー     | 2001年1月28日（24歳）  | 4        | ハイランダーズ / マナワツ               |
| ケマラ・ハイティパラパラ         | スクラムハーフ | 1997年3月5日（28歳）   | 0        | オークランド                            |
| サム・ノック                     | スクラムハーフ | 1996年6月18日（29歳）  | 5        | ブルーズ / ノースランド                 |
| リヴェス・レイハナ               | フライハーフ   | 2000年5月25日（25歳）  | 2        | クルセイダーズ / ノースランド           |
| ケイレブ・トラスク               | フライハーフ   | 1999年1月27日（26歳）  | 2        | チーフス / ベイ・オブ・プレンティ       |
| コーリー・エヴァンズ             | センター       | 2001年1月11日（24歳）  | 1        | ブルーズ / ノースランド                 |
| ダニエル・ロナ                   | センター       | 2000年4月10日（25歳）  | 1        | チーフス / タラナキ                     |
| ベイリン・サリヴァン             | センター       | 1998年9月3日（26歳）   | 4        | ハリケーンズ / ワイカト                 |
| シャビ・タエリ                   | センター       | 2004年12月19日（20歳） | 0        | ブルーズ / オークランド                 |
| ギデオン・ランプリング           | センター       | 2001年7月26日（23歳）  | 0        | チーフス / ワイカト                     |
| コール・フォーブス               | ウイング       | 1999年8月10日（25歳）  | 2        | ブルーズ / ベイ・オブ・プレンティ       |
| ジョナ・ロウ                     | ウイング       | 1996年5月9日（29歳）   | 5        | ハイランダーズ / ホークスベイ           |
| カデ・バンクス                   | ウイング       | 2000年6月9日（25歳）   | 0        | ハリケーンズ / ノースハーバー           |
| ザーン・サリヴァン               | フルバック     | 2000年7月10日（25歳）  | 1        | ブルーズ / ホークスベイ                 |

※所属、 キャップ数(Cap)は2025年6月25日現在

## 試合結果

### マオリ・オールブラックス戦
| 2025年6月28日(土) 18:00 JST (UTC+9) | JAPAN XV                                                                   | 20-53 17-前半-15                      | マオリ・オールブラックス | 秩父宮ラグビー場 (東京都港区) 観客数: 19,792人 レフリー: カール・ディクソン（イングランド） |
| 2025年6月28日(土) 18:00 JST (UTC+9) | T: 植田和磨 9', 32' G: サム・グリーン 10', 33' PG: サム・グリーン 20', 50' | タイムライン 選手一覧 結果配信表 報道 | T: コール・フォーブス 23' ギデオン・ランプリング カート・エクランド 35' ラクラン・マックワンネル 43' ザーン・サリバン 52' サム・ノック 59' ジェローム・ブラウン 66' ケマラ・ハイティパラパラ 72' ケイレブ・トラスク 81' G: リヴェス・レイハナ 44', 53', 60', 67' | 秩父宮ラグビー場 (東京都港区) 観客数: 19,792人 レフリー: カール・ディクソン（イングランド） |

### ウェールズ代表戦

#### 第1戦
| 2025年7月5日 14:00 JST (UTC+9) | 日本                                                                                         | 24-19 7-前半-19                  | ウェールズ                                                               | ミクニワールドスタジアム北九州, 福岡県北九州市小倉北区 観客数: 13,487人 レフリー: ダミアン・シュナイダー (アルゼンチン) |
| 2025年7月5日 14:00 JST (UTC+9) | T: 松永拓朗 16' 中楠一期 59' ハラトア・ヴァイレア 70' G: 李承信 17', 60', 71' PG: 李承信 64' | タイムライン 選手一覧 結果配信表 | T: ベン・トーマス 4' トム・ロジャース 22' G: サム・コステロウ 5' PT: 20' | ミクニワールドスタジアム北九州, 福岡県北九州市小倉北区 観客数: 13,487人 レフリー: ダミアン・シュナイダー (アルゼンチン) |

- 日本のワールドラグビーランキングは、ウェールズより2つ上[9]（順位：日本13→12位、ウェールズ12→14位）となった。
- 日本がウェールズに勝利するのは、2013年6月15日ウェールズ来日第2戦（秩父宮）[10]以来、12年ぶり。
- 日本がティア1に勝利するのは、ワールドカップ2019プール戦最終のスコットランド戦（28-21）[11]以来。

#### 第2戦
| 2025年7月12日(土) 14:50 JST (UTC+9) | 日本                                                                                                | 22-31 10-前半-21                 | ウェールズ | ノエビアスタジアム神戸, (兵庫県神戸市兵庫区) 観客数: 25,074人 レフリー: ルーク・ピアース（イングランド） |
| 2025年7月12日(土) 14:50 JST (UTC+9) | T: 竹内柊平 40' ワーナー・ディアンズ 59' ディラン・ライリー 62' G: 李承信 40+1', 63' PG: 李承信 24' | タイムライン 選手一覧 結果配信表 | T: ジョシュ・アダムス 9' キーラン・ハーディ 28', 36' ダン・エドワーズ 75' G: ダン・エドワーズ 10', 29', 37', 76' PG: ダン・エドワーズ 49' | ノエビアスタジアム神戸, (兵庫県神戸市兵庫区) 観客数: 25,074人 レフリー: ルーク・ピアース（イングランド） |

- ウェールズは、2023年10月7日ジョージア戦（ワールドカップ2023）での勝利以来、テストマッチ18連敗だったが、その記録がストップした[12]。
- ホームで負けた日本は、ワールドラグビーランキングがウェールズと入れ替わった（順位：日本12→14位、ウェールズ14→12位）。

### オーストラリア代表戦
| 2025年10月25日 JST (UTC+09) | 日本 | v | オーストラリア代表 | 国立競技場, 東京都新宿区 |
| 2025年10月25日 JST (UTC+09) |      |   |                    | 国立競技場, 東京都新宿区 |